# Comuna Brebeni, Olt
Brebeni este o comună în județul Olt, Muntenia, România, formată din satele Brebeni (reședința) și Teiușu. Este situată la 7 km de Slatina, pe șoseaua Slatina - Drăgănești-Olt.

## Istoric
Satul Brebeni este format din două cartiere, Brebeni-Români (în nord) și Brebeni-Sârbi (în sud). Satul se află în relații strânse cu satul bulgar vecin Coteana. Se crede că localitatea Brebeni fi fost deja înființată în 1825. Registrul de evidență al populației din 1838 consemnează prezența a 42 de familii „sârbe” (bulgarii din Țările Române erau înregistrați drept sârbi în documentele vremii). La sfârșitul secolului al XIX-lea populația era de 865 persoane, aproape toți bulgari. Gustav Weigand a vizitat satul în 1898 și l-a inclus ulterior în atlasul său ca localitate cu populație bulgară. În timpul vizitei din 1908, Stojan Romanski a găsit în sat aproximativ 190 de gospodării bulgare. Localnicii bătrâni au susținut în timpul cercetării de teren din 1968 că satul a fost fondat la începutul secolului al XVIII-lea și au menționat legături cu un sat Sirokova din Bulgaria (probabil identic cu Sirakovo contemporan, zona Beala Slatina). Contactele mai strânse cu populația românească vecină datează din jurul anului 1940.

## Demografie
Componența etnică a comunei Brebeni
     Români (84,17%)
     Romi (2,22%)
     Alte etnii (13,61%)
Componența confesională a comunei Brebeni
     Ortodocși (85,86%)
     Alte religii (0,2%)
     Necunoscută (13,93%)
Conform recensământului efectuat în 2021, populația comunei Brebeni se ridică la 2.476 de locuitori, în scădere față de recensământul anterior din 2011, când fuseseră înregistrați 3.016 locuitori. Majoritatea locuitorilor sunt români (84,17%), cu o minoritate de romi (2,22%). Din punct de vedere confesional, majoritatea locuitorilor sunt ortodocși (85,86%), iar pentru 13,93% nu se cunoaște apartenența confesională.

## Administrație
Comuna Brebeni este administrată de un primar și un consiliu local compus din 11 consilieri. Primarul, Florea Cîrstea[*], de la Partidul Social Democrat, este în funcție din 1 noiembrie 2024. Începând cu alegerile locale din 2024, consiliul local are următoarea componență pe partide politice:
|  | Partid                          | Consilieri | Componența Consiliului | Componența Consiliului | Componența Consiliului | Componența Consiliului |
|  | ------------------------------- | ---------- | ---------------------- | ---------------------- | ---------------------- | ---------------------- |
|  | Alianța pentru Unirea Românilor | 4          |                        |                        |                        |                        |
|  | Partidul Social Democrat        | 4          |                        |                        |                        |                        |
|  | Partidul Național Liberal       | 2          |                        |                        |                        |                        |
|  | Partidul Puterii Umaniste       | 1          |                        |                        |                        |                        |

Primarii comunei au fost:
| Nume                  | De la         | Până la       | Partid | Note |
| --------------------- | ------------- | ------------- | ------ | ---- |
| Marian Ivan           | 1996          | 15 iunie 2008 | PSD    |      |
| Florentin I. Andronie | 15 iunie 2008 | Prezent       | PD-L   |      |